# París-Niza 1983
La París-Niza 1983, fue la edición número 41 de la carrera, que estuvo compuesta de nueve etapas y un prólogo disputados del 9 al 16 de marzo de 1983. Los ciclistas completaron un recorrido de 1.161 km con salida en Issy-les-Moulineaux y llegada a Col d'Èze, en Francia. La carrera fue vencida por el irlandés Sean Kelly, que fue acompañado en el podio por el suizo Jean-Marie Grezet y el holandés Steven Rooks. 
Sean Kelly consigue su segunda París-Niza consecutiva de las siete que acabaría ganando. 

## Resultados de las etapas
| Etapa                  | Fecha       | Recorrido                             | km     | Ganador                                   | Líder             |
| ---------------------- | ----------- | ------------------------------------- | ------ | ----------------------------------------- | ----------------- |
| Prólogo                | 9 de marzo  | Issy-les-Moulineaux (CRI)             | 5.5 km | Eric Vanderaerden                         | Eric Vanderaerden |
| 1.ª etapa              | 10 de marzo | Gien-Bourbon-Lancy                    | 196 km | Eddy Planckaert                           | Eric Vanderaerden |
| 2.ª etapa              | 11 de marzo | Bourbon-Lancy-Sant-Etiève             | 212 km | Francis Castaing                          | Eric Vanderaerden |
| 3.ª etapa, 1.er sector | 12 de marzo | Saint-Chamond-Tournon-sur-Rhône       | 89 km  | Sean Kelly                                | Eric Vanderaerden |
| 3.ª etapa, 2.º sector  | 12 de marzo | Tain-l'Hermitage (CRE)                | 35 km  | Jacky Aernoudt Meubelen-Rossin-Campagnolo | Eric Vanderaerden |
| 4.ª etapa              | 13 de marzo | Bollène-Miramas                       | 186 km | Sean Kelly                                | Joop Zoetemelk    |
| 5.ª etapa              | 14 de marzo | Miramas-La Seyne-sur-Mer              | 183 km | Ferdi van den Haute                       | Joop Zoetemelk    |
| 6.ª etapa              | 15 de marzo | La Seyne-sur-Mer-Mandelieu-la-Napoule | 182 km | Dirk de Wolf                              | Sean Kelly        |
| 7.ª etapa, 1.er sector | 16 de marzo | Mandelieu-la-Napoule-Niza             | 60 km  | Eric Vanderaerden                         | Sean Kelly        |
| 7.ª etapa, 2.º sector  | 16 de marzo | Niza-Col d'Èze (CRI)                  | 11 km  | Sean Kelly                                | Sean Kelly        |

## Etapas

### Prólogo
9-03-1983. Issy-les-Moulineaux, 5.5 km. CRI
|   | Ciclista          | Equipo                                    | Tiempo |
| - | ----------------- | ----------------------------------------- | ------ |
| 1 | Eric Vanderaerden | Jacky Aernoudt Meubelen-Rossin-Campagnolo | 6' 40" |
| 2 | Sean Kelly        | Sem-France Loire                          | + 5"   |
| 3 | Alain Bondue      | La Redoute-Motobécane                     | m. t.  |

### 1.ª etapa
10-03-1983. Gien-Bourbon-Lancy, 196 km.
Kelly perd 48" por una caída.
|   | Ciclista         | Equipo                 | Tiempo     |
| - | ---------------- | ---------------------- | ---------- |
| 1 | Eddy Planckaert  | Splendor-Euroshop      | 4h 59' 54" |
| 2 | Francis Castaing | Peugeot-Shell-Michelin | m. t.      |
| 3 | Etienne de Wilde | La Redoute-Motobécane  | m. t.      |

### 2.ª etapa
11-03-1983. Bourbon-Lancy-Sant-Etiève 212 km.
|   | Ciclista         | Equipo                 | Tiempo     |
| - | ---------------- | ---------------------- | ---------- |
| 1 | Francis Castaing | Peugeot-Shell-Michelin | 5h 38' 22" |
| 2 | Eddy Planckaert  | Splendor-Euroshop      | m. t.      |
| 3 | Sean Kelly       | Sem-France Loire       | m. t.      |

### 3.ª etapa,1.ersector
12-03-1983. Saint-Chamond-Tournon-sur-Rhône 89 km.
|   | Ciclista         | Equipo                 | Tiempo     |
| - | ---------------- | ---------------------- | ---------- |
| 1 | Sean Kelly       | Sem-France Loire       | 2h 05' 35" |
| 2 | Francis Castaing | Peugeot-Shell-Michelin | m. t.      |
| 3 | Jozef Lieckens   | Safir-Van de Ven       | m. t.      |

### 3.ª etapa, 2.º sector
12-03-1983. Tain-l'Hermitage 35 km. CRE
|   | Equipo                                    | Tiempo  |
| - | ----------------------------------------- | ------- |
| 1 | Jacky Aernoudt Meubelen-Rossin-Campagnolo | 45' 04" |
| 2 | Coop-Mercier-Mavic                        | + 15"   |
| 3 | Sem-France Loire                          | + 23"   |

### 4.ª etapa
13-03-1983. Bollène-Miramas, 186 km.
|   | Ciclista          | Equipo           | Tiempo     |
| - | ----------------- | ---------------- | ---------- |
| 1 | Sean Kelly        | Sem-France Loire | 5h 05' 08" |
| 2 | René Bittinger    | Sem-France Loire | m. t.      |
| 3 | Jean-Marie Grezet | Sem-France Loire | m. t.      |

### 5.ª etapa
14-03-1983. Miramas-La Seyne-sur-Mer, 183 km.
|   | Ciclista            | Equipo                | Tiempo     |
| - | ------------------- | --------------------- | ---------- |
| 1 | Ferdi van den Haute | La Redoute-Motobécane | 4h 59' 30" |
| 2 | John Herety         | Coop-Mercier-Mavic    | + 5"       |
| 3 | Jozef Lieckens      | Safir-Van de Ven      | + 7"       |

### 6.ª etapa
15-03-1983. La Seyne-sur-Mer-Mandelieu-la-Napoule, 182 km.
|   | Ciclista     | Equipo                | Tiempo     |
| - | ------------ | --------------------- | ---------- |
| 1 | Dirk de Wolf | Boule d'Or            | 5h 12' 40" |
| 2 | Pascal Guyot | La Redoute-Motobécane | + 26"      |
| 3 | Sean Kelly   | Sem-France Loire      | + 1' 26"   |

### 7.ª etapa,1.ersector
16-03-1983. Mandelieu-la-Napoule-Niza, 60 km.
|   | Ciclista          | Equipo                                    | Tiempo     |
| - | ----------------- | ----------------------------------------- | ---------- |
| 1 | Eric Vanderaerden | Jacky Aernoudt Meubelen-Rossin-Campagnolo | 1h 31' 11" |
| 2 | Kim Andersen      | Coop-Mercier-Mavic                        | m. t.      |
| 3 | Michel Larpe      | US Saint-Étienne-Pélussin                 | m. t.      |

### 7.ª etapa, 2.º sector
16-03-1983. Niza-Col d'Èze, 11 km. CRI
|   | Ciclista          | Equipo           | Tiempo  |
| - | ----------------- | ---------------- | ------- |
| 1 | Sean Kelly        | Sem-France Loire | 20' 20" |
| 2 | Jean-Marie Grezet | Sem-France Loire | + 37"   |
| 3 | Steven Rooks      | Sem-France Loire | + 46"   |

## Clasificaciones finales

### Clasificación general
| Pos. | Ciclista           | Equipo                                    | Tiempo      |
| ---- | ------------------ | ----------------------------------------- | ----------- |
|      | Sean Kelly         | Sem-France Loire                          | 30h 02' 19" |
| 2    | Jean-Marie Grezet  | Sem-France Loire                          | + 1' 03"    |
| 3    | Steven Rooks       | Sem-France Loire                          | + 1' 14"    |
| 4    | Joop Zoetemelk     | Coop-Mercier-Mavic                        | + 1' 42"    |
| 5    | Michel Laurent     | Coop-Mercier-Mavic                        | + 2' 26"    |
| 6    | René Bittinger     | Sem-France Loire                          | + 3' 59"    |
| 7    | Paul Haghedooren   | Splendor-Euroshop                         | + 7' 22"    |
| 8    | Adrie van der Poel | Jacky Aernoudt Meubelen-Rossin-Campagnolo | + 7' 28"    |
| 9    | Graham Jones       | Wolber-Spidel                             | + 8' 42"    |
| 10   | Frédéric Brun      | Peugeot-Shell-Michelin                    | + 9' 16"    |